# Société suisse de cartographie
La Société suisse de cartographie est une association de professionnels et des intéressés du monde de la cartographie. La Société suisse de cartographie constitue une association au sens du droit civil suisse.

## But
La Société suisse de cartographie, appelée en allemand Schweizerische Gesellschaft für Kartografie, se consacre au développement de la cartographie théorique et appliquée, ainsi qu’à la formation continue des professionnels du domaine. Elle élargit le savoir et les nouvelles connaissances dans la discipline de la création, de l’utilisation et de l’histoire des cartes. Elle promeut l’échange d’expériences avec les professionnels et les institutions, dans le pays et à l’étranger. Elle s’engage pour un dialogue au sein de la société et un échange rapide d’information.

## Activités
La Société suisse de cartographie organise deux fois par an une réunion de ses membres combinée avec un thème de la discipline, ainsi que des workshops, des cours de formation continue et des visites d’entreprises et d’exposition. Elle publie tous les deux mois une feuille d’informations, ainsi que des manuels et des rapports nationaux sur la cartographie. De plus, elle instaure des groupes de travail sur des thèmes concernant la cartographie et établit des contacts avec des organisations. La Société suisse de cartographie est la représentante officielle de la Suisse auprès de l’« Association Cartographique Internationale ACI ». Elle participe à des commissions et des groupes de travail de l’ICA, elle met en place des directives pour la formation des apprentis et distribue le périodique « Kartographische Nachrichten » à ses membres six fois par an.
La Société suisse de cartographie est membre de l’Organisation suisse pour l’information géographique, OSIG.

## Prix Carto

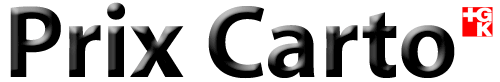

La Société suisse de cartographie remet un prix d’innovation, le Prix Carto, à un produit cartographique qui se démarque de la profusion de travaux semblables et qui est original et novateur. Ne sont admis que les travaux cartographiques qui, soit comportent un rapport à la Suisse, ou ont été réalisés par un candidat domicilié en Suisse. Les travaux doivent avoir été publiés dans le courant de l’année ou lors de l’année précédente. Le Prix Carto a déjà été décerné sept fois :
- En 2017, dans la catégorie meilleur édition sur papier : Tactile Atlas de la Suisse, Anna Vetter, Esri Suisse et dans la catégorie meilleur produit digital : « OpenMapTiles », Petr Pridal, Klokan Technologies GmbH.
- En 2015, dans la catégorie meilleur édition sur papier : carte Mera Peak / Island Peak, Climbing-Map GmbH et dans la catégorie meilleur produit digital : « ThematicMapper », OCAD AG.
- En 2013, dans la catégorie meilleur édition sur papier : Atlas du Parc National Suisse – Les 100 premières années, Edition Haupt et dans la catégorie meilleur produit digital : Atlas politique de la Suisse 1866-2012, Office fédéral de la statistique et Gaja Maps GmbH.
- En 2011, pour le produit « Atlas Mondial Suisse », Institut für Kartografie und Geoinformation, ETH Zürich.
- En 2009, pour le produit « Swiss Map Mobile 2009 iPhone Edition », de l’Office fédéral de topographie et d’Andreas Garzotto GmbH, Reto Künzler et Andreas Garzotto.
- En 2007, pour le produit « Exkursionsführer HADES » de l’Atlas Hydrologique de la Suisse, réalisé par le Geographisches Institut der Universität Bern.
- En 2006, pour le produit « Demographische Umgebungsanalyse der Bevölkerungsstruktur im Kanton Zürich », réalisé par le Statistisches Amt des Kantons Zürich et GIS-Zentrum Zürich.